# Osservatorio astronomico di Madonna di Dossobuono
L'osservatorio astronomico di Madonna di Dossobuono è un osservatorio astronomico italiano situato nell'omonima località del comune di Verona, alle coordinate 45°24′26.6″N 10°55′51.6″E a 65 m s.l.m.. Il suo codice MPC è 560 Madonna di Dossobuono.
Il Minor Planet Center gli accredita la scoperta di otto asteroidi effettuate tra il 1994 e il 1999.

## Storia
L'osservatorio nasce come iniziativa privata dell'astrofilo Luciano Lai negli anni ottanta del XX secolo come evoluzione dell'impianto di osservazione di cui si era dotato a partire dal 1970.
L'osservatorio è dedicato al filosofo Giordano Bruno.
| 7144 Dossobuono       | 20 maggio 1996    |
| 10921 Romanozen       | 17 gennaio 1998   |
| 11112 Cagnoli         | 18 novembre 1995  |
| 15036 Giovannianselmi | 18 novembre 1998  |
| 15386 Nicolini        | 25 settembre 1997 |
| 15950 Dallago         | 17 gennaio 1998   |
| 24087 Ciambetti       | 27 ottobre 1999   |
| (43871) 1994 TW15     | 13 ottobre 1994   |